# 빈치
빈치(이탈리아어: Vinci)는 이탈리아 토스카나주 피렌체현에 있는 코무네다. 르네상스의 박식가 레오나르도 다 빈치의 생가가 이곳 외곽에 위치해있다.

## 지리
도시 주변으로 토스카나 언덕들이 둘러싸고 있다. 도시의 풍경은 레오나르도 시대와 마찬가지로 포도밭과 올리브 과수원으로 이루어져있다.

## 역사
레오나르도 다 빈치는 1452년 4월 13일에 안키아노(Anchiano)와 팔토냐노(Faltognano) 사이에 있는 도시에서 3km 떨어진 농가에서 태어났다. 레오나르도가 태어난 후, 다 빈치 일가가 이곳에 모두가 입주했는지에 대해서는 모두가 동의는 하지 않고 있다. 그의 전체 이름인 "레오나르도 디 세르 피에로 다 빈치"(Leonardo di Ser Piero da Vinci)는 "빈치 출신의 피에로의 아들, 레오나르도"라는 의미이다. 1년에 50만명 가량의 방문객들이 레오나르도 박물관과 그의 생가를 찾는다. 다 빈치는 피렌체 공증인들의 오래된 성이다.

## 자매 도시
- 앨런타운
- 앙부아즈[2]